# Chester Harding (Politiker)

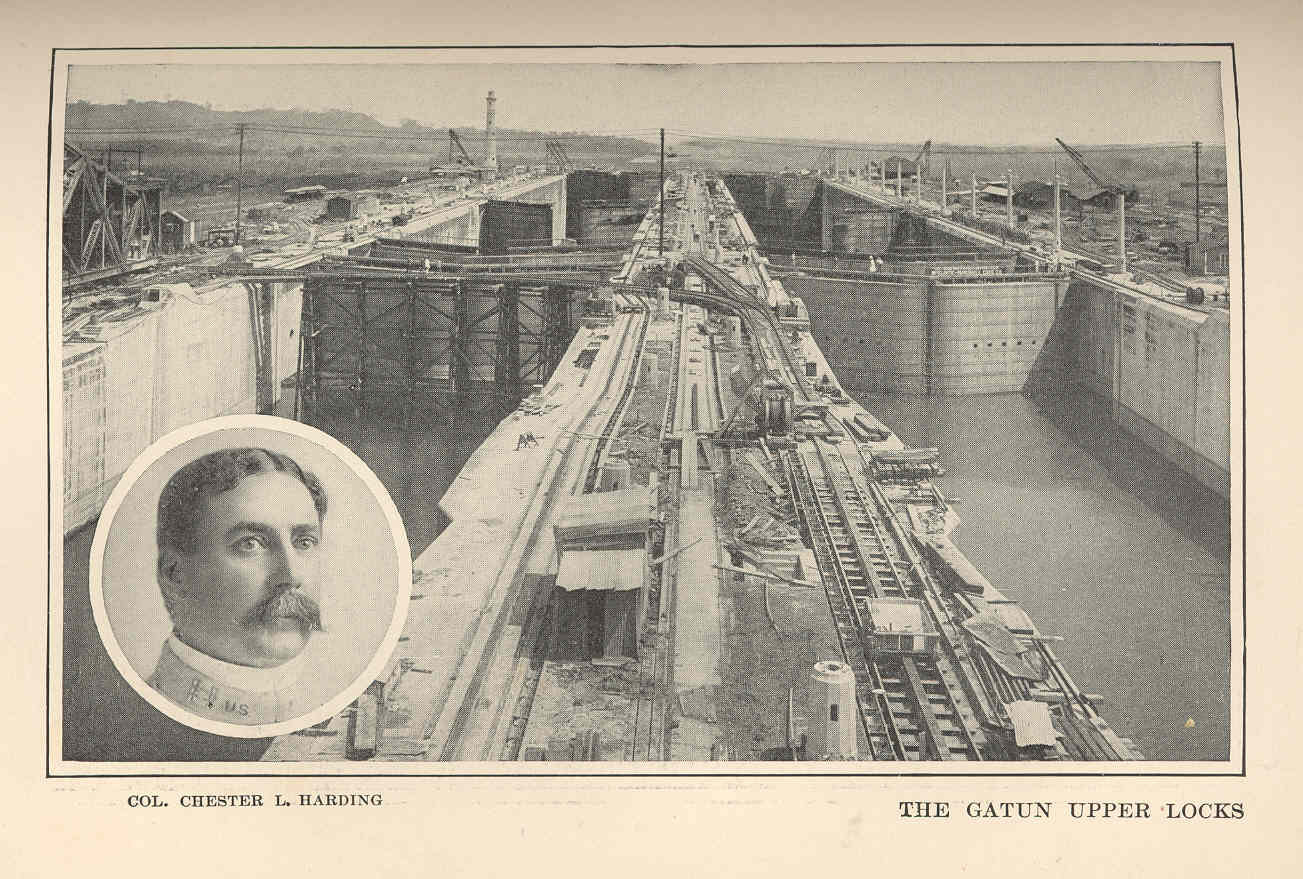
Chester Harding auf einer zeitgenössischen Postkarte

Chester Harding (* 31. Dezember 1866 in Enterprise, Clarke County, Mississippi; † 11. November 1936) war ein US-amerikanischer Ingenieur und zwischen 1917 und 1921 Gouverneur der Panamakanalzone.

## Leben
Nach dem Schulbesuch studierte er zunächst Ingenieurwissenschaften an der University of Alabama und erwarb dort 1884 einen Bachelor of Science (B.Sc. Engineering). Danach trat Harding in die US-Militärakademie in West Point ein und wurde nach deren Absolvierung am 12. Juni 1889 als Unterleutnant zum Army Corps of Engineers (USACE) versetzt. Dort wurde er im Laufe der Zeit am 12. August 1890 zum Leutnant, am 26. Januar 1895 zum Oberleutnant und schließlich am 5. Juli 1898 zum Hauptmann befördert.
1907 wurde er in die Panamakanalzone versetzt und war mehrere Jahre Bezirksingenieur am Gatúnsee, ehe er 1915 zum Chefingenieur ernannt wurde. Anschließend wurde er 1917 Gouverneur der Panamakanalzone und bekleidete dieses Amt bis 1921.
In diesen Funktionen war Harding verantwortlich für zahlreiche Bauprojekte wie Begrenzungsinstallationen, den Betrieb der Bauabteilung sowie die Fortsetzung der Bauten am Krankenhaus von Ancón, die Müllverbrennungsanlage in Balboa, den Industrialisierungsplan für die Eisenbahngesellschaft Panama Railroad, den Bau des Piers 6 in Cristóbal sowie die regelmäßigen Ausbaggerungsarbeiten am Culebra-Einschnitt und Cucaracha wegen Erdrutschen, wobei in fünf Jahren mehr als 3,8 Millionen Kubikmeter ausgebaggert wurden.